# Sabine Melanie Rittel
Sabine Melanie Rittel (* 18. Juni 1980 in Bobingen) ist eine deutsche Schauspielerin, Hörspiel- und Synchronsprecherin.

## Leben
Sabine Melanie Rittel wuchs in Augsburg auf und machte dort ihr Abitur. Sie studierte zunächst Sprechtheaterdramaturgie an der Ludwig-Maximilians-Universität München/Bayerische Theaterakademie „August Everding“.
2003 nahm sie die Schauspielausbildung an der Hochschule für Musik und Theater „Felix Mendelssohn Bartholdy“ Leipzig und dem Studio am Staatsschauspiel Dresden auf. Sie erlangte 2007 ihr Diplom in den beiden sächsischen Großstädten. Für die beiden darauf folgenden Spielzeiten war sie im Festengagement in Plauen-Zwickau; seit 2009 lebt und arbeitet sie in Berlin.

## Karriere
Während ihres Studiums in München arbeitete Sabine Melanie Rittel in der Dramaturgie und Theaterpädagogik am Theater Augsburg.
Nach dem Wechsel ins Schauspielfach war sie am Staatsschauspiel Dresden als Barbara Bruckner in Mephisto, Gladys in Wir sind noch einmal davongekommen und Shen Te in Der gute Mensch von Sezuan auf der Bühne zu sehen. Außerdem gab sie die Constance Bonacieux in Die drei Musketiere (Theater Junge Generation Dresden) und das Gretchen in Faust I (Schauspiel Meißen).
Während eines Festengagements am Theater Plauen-Zwickau (2007–2009) spielte sie Julia in Romeo und Julia; Annette Reille in Der Gott des Gemetzels; Lämmchen in Kleiner Mann, was nun?; Lina, die Puppe in Joshua Sobols Ghetto; Lady Milford in Kabale und Liebe; Wendy in Peter Pan und Ismene in Antigone.
Seit 2009 ist sie freischaffende Schauspielerin und Sprecherin in Berlin, unter anderem tätig für die Hochschule für Schauspielkunst „Ernst Busch“ Berlin und das Societaetstheater Dresden (Julie in Der Zementgarten).
Als Sprecherin war Sabine Melanie Rittel unter anderem in Lesungen (z. B. für die Frauenkirche Dresden) sowie in Hörspiel-, Hörbuch- und Featureaufnahmen (z. B. für Deutschlandradio) zu hören. Nach Weiterbildung im Bereich Sprecherziehung und Sprechwissenschaft an der Martin-Luther-Universität Halle-Wittenberg bietet sie auch Dienste in diesen Bereichen an.